# Korczowa

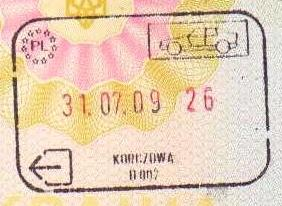
Schengen-Ausfahrtsstempel aus Korczowa

Korczowa [kɔrˈt͡ʂɔva] ist ein Dorf in der Landgemeinde Radymno im Powiat Jarosławski. Es befindet sich in der Woiwodschaft Karpatenvorland im Südosten Polens nahe der Grenze zur Ukraine. Korczowa liegt 18 km östlich von Radymno, 29 km östlich von Jarosław und 77 km östlich der Regionalhauptstadt Rzeszów.
Vor dem Zweiten Weltkrieg war das Dorf ein Bauernhof in Gnojnice, welches ein Stadtviertel des nahegelegenen Krakowiec war.
Der Grenzübergang von Korczowa nach Krakowiec mit der Ukraine befindet sich in der Nähe des Ortes. Als Polen am 21. Dezember 2007 dem Schengen-Raum beitrat, wurde diese Grenze zu einer Schengen externen Grenze. Die Europastraße 40 überquert hier die Grenze. Der Endpunkt der polnischen Autobahn 4 und der Nationalstraße 94 befindet sich in Korczowa.